# Homotherus magus
Homotherus magus là một loài tò vò trong họ Ichneumonidae.